# Psammotettix narsikulovi
Psammotettix narsikulovi är en insektsart som beskrevs av Dlabola 1960. Psammotettix narsikulovi ingår i släktet Psammotettix och familjen dvärgstritar. Inga underarter finns listade i Catalogue of Life.